# 5736 Sanford
Az 5736 Sanford (ideiglenes jelöléssel 1989 LW) a Naprendszer kisbolygóövében található aszteroida. Eleanor F. Helin fedezte fel 1989. június 6-án.